# マーティン・スコセッシとロバート・デ・ニーロ
映画監督のマーティン・スコセッシ（英: Martin Scorsese）と俳優のロバート・デ・ニーロ（英: Robert De Niro）は、彼らの経歴を通じて頻繁に共同で作品を作ってきており、1973年以来9つの映画を作ってきた。彼らの映画のほとんどは犯罪ジャンルのものだったが、それらの多くは映画史上もっとも偉大な映画とみなされてきた。

## 作品一覧
- ミーン・ストリート（1973年）
- タクシードライバー（1976年）
- ニューヨーク・ニューヨーク（1977年）
- レイジング・ブル（1980年）
- キング・オブ・コメディ（1982年）
- グッドフェローズ（1990年）
- ケープ・フィアー（1991年）
- カジノ（1995年）
- アイリッシュマン（2019年）
- キラーズ・オブ・ザ・フラワームーン（2023年）